# Am Winkel
Am Winkel war eine Ortslage im Norden der bergischen Großstadt Wuppertal. 

## Lage und Beschreibung
Die Ortslage lag an dem heutigen Domakweg im Norden des Wohnquartiers Uellendahl-West im Stadtbezirk Uellendahl-Katernberg auf einer Höhe von 279 m ü. NHN. Die Ortslage ist heute mit der Wohnsiedlung am Domakweg überbaut.

## Geschichte
Im 19. Jahrhundert gehörte Am Winkel zur Mirker Rotte der Oberbürgermeisterei Elberfeld. Der Ort ist auf der Topographischen Aufnahme der Rheinlande von 1824 als Winkel eingezeichnet, ebenso auf der Preußischen Uraufnahme von 1843. Auf dem Wuppertaler Stadtplan von 1930 ist es als Am Winkel eingezeichnet.
1815/16 werden 30 Einwohner gezählt. Der laut der Statistik und Topographie des Regierungsbezirks Düsseldorf als Kotten kategorisierte Ort wurde zu dieser Zeit Am Winkel genannt und besaß zwei Wohnhäuser und zwei landwirtschaftliche Gebäude. Zu dieser Zeit lebten 19 Einwohner im Ort, alle evangelischen Glaubens.
In der Nachbarschaft von Am Winkel lagen die zeitgenössischen Höfe und Ortslagen An der Roster, Am Gebrannten, An der Lanter, Am Lübertshäuschen, Bratwurst, Sonnenschein und An der Schneis, die heute zumeist ebenfalls in die gewachsene städtische Bebauung aufgegangen sind. Auf dem Wuppertaler Stadtplan von 1930 ist Am Winkel noch als eigene Ortslage beschriftet, danach wird die Ortsbezeichnung nicht mehr verwendet.